# St Mary Cray
St Mary Cray est une zone anglaise située au sud-est de Londres, dans le borough londonien de Bromley.